# 臺灣列紳傳
《臺灣列紳傳》為臺灣日治時期總督府委託鷹取田一郎編纂的一本人物列傳，以漢文簡要記述當時臺灣社會知名且持有臺灣紳章的諸多仕紳菁英，共計1020位。本書於1915年（大正4年）開始編纂，隔年出版，為始政時期的刊物，目的在於彰顯臺灣仕紳對帝國與天皇陛下的貢獻，並且從而攏絡心人。本書除了當時的政治用途之外，亦有其不可抹滅的史學價值。

## 背景
1896年（明治29年）10月23日，初期執政的日本政府為了攏絡臺灣人的社會菁英以及有名望者，臺灣總督府遂以府令第50號公佈〈臺灣紳章條規〉，以優卹遺賢、慰撫逸民、勸獎德化及維持風教為由，頒授臺灣紳章。1915年（大正4年），總督府為緩和西來庵事件對統治方所帶來的衝擊，同時也為了表彰受紳章者對臺灣的貢獻，因此藉由編纂《臺灣列紳傳》宣揚儒家價值來攏絡人心、穩定政局。時任臺灣總督的安東貞美遂將整理之1020位持有紳章的菁英名單，委託鷹取田一郎編纂這批仕紳各自的簡要傳記，並於1916年（大正5年）出版。
為了處理西來庵事件而來抵臺灣的民政長官下村宏於本書之序文中寫道：「紳章條規優卹前朝遺賢，並勸獎鄉黨模楷，……，今算所授紳章，自條規設定之始，以迄今日，鄉賢莊者，……，凡一千有餘名。已入鬼籍者，不亦鮮。今而不立其傳記，應雖有殊功偉德非常之跡，千古堙滅而不著如此畢矣。遺憾何忍哉？於是乎考定紳章佩有者，閱歷逸聞，命編次《臺灣列紳傳》，或以補足文獻乎？讀者庶幾以知雍熙之和，遠有其由來。」充分彰顯編纂本書的用意。

## 內容

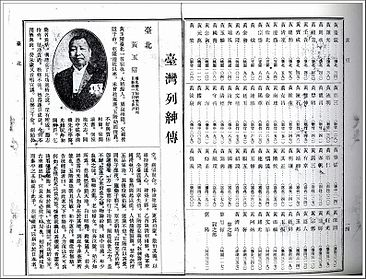
《臺灣列紳傳》內文第一頁——黃玉階。

《臺灣列紳傳》以所收錄的仕紳之姓氏與出生地作為分類索引，以便閱讀者翻查。文中詳述該仕紳之簡要傳記，並多少記載台籍仕紳於乙未戰爭之後的事蹟，暗示其普遍對帝國及天皇陛下的效忠與奉獻；例如本書對辜顯榮的介紹中有著「乙末割讓之時，我軍已上陸於三貂角，人心鼎沸，紛擾不可名狀。君單身赴基隆，表誠皇師，邀到於臺北，從南進軍而有功。」等敘述記載。藉由本書除了能夠了解所載仕紳個人的生平簡介之外，更能配合日本時代總督府有系統的檔案及田野調查等考證史料，來更深入地研究該仕紳所處的家族歷史、發展事業。

## 相關
- 《臺灣孝節錄》

## 連結
- 臺灣列紳傳 :: 臺灣大百科全書 （页面存档备份，存于）
- 有關台灣列紳傳 :: Yahoo!奇摩知識+ （页面存档备份，存于）